# Ahmet Bilek
Ahmet Bilek (15. března 1932 – 4. října 1970 Bischmisheim) byl turecký zápasník, olympijský vítěz z roku 1960.

## Sportovní kariéra
Narodil se a vyrostl v obci Menye v provincii Manisa. Tradičnímu tureckému zápasu karakucak se věnoval od útlého dětství. S olympijským zápasem se seznámil během studií ve Smyrně (Izmiru) koncem čtyřicátých let dvacátého století, potom co na jeho školu (Kızılçullu Köy Enstitüsü) přišli medailisté z olympijských her v Londýně. Posléze se přesunul do Eskişehiru, kde pracoval jako učitel tělesné výchovy na místní škole a zápasil za místní klub. Do turecké reprezentace se dostal poprvé v roce 1953 v olympijském zápasu řecko-římském v muší váze do 52 kg, ale dlouhodobě se v ní na pozici reprezentační jedničky neudržel.
V roce 1960 startoval na olympijských hrách v Římě ve volném stylu. V úvodním kole porazil na technické body pozdějšího spolufinalistu Japonce Masajukiho Macubaru. Ve třetím kole prohrál na technické body s favorizovaným Avarem Ali Alijevem ze Sovětského svazu a se čtyřmi negativními klasifikačními body byl na prahu vyřazení. Své další dva soupeře však porazil před časovým limitem na lopatky a v rozhodujícím šestém kole porazil na technické body Íránce Ebráhíma Sejfpura. Ve tříčlenném finále s Japoncem Macubarou a Íráncem Sejfpurem oba v dřívější fázi turnaje porazil a získal tak zlatou olympijskou medaili.
V roce 1961 bylo Turecko v hluboké ekonomické krizi po vojenském převratu a pádu autoritářské vlády premiéra Adnana Menderese. Odjel proto za prací do Německa, kde žil nejprve na předměstí Schifferstadtu. Útočiště s mladou rodinou nakonec našel v Sársku v oblasti města Saarbrücken, kde zápasil za klub KSV Köllerbach. V Německu ho však štěstí nepotkalo, v roce 1970 spáchal při podzimním splínu sebevraždu.

## Výsledky

### Volný styl
| Turnaj            | 1953 | 1954 | 1955 | 1956 | 1957 | 1958 | 1959 | 1960 | 1961 | 1962 | 1963 |
| Turnaj            | 21   | 22   | 23   | 24   | 25   | 26   | 27   | 28   | 29   | 30   | 31   |
| Turnaj            | −52  | −52  | −52  | −52  | −52  | −52  | −52  | −52  | −52  | −52  | −52  |
| ----------------- | ---- | ---- | ---- | ---- | ---- | ---- | ---- | ---- | ---- | ---- | ---- |
| Olympijské hry    |      |      |      | —    |      |      |      | 1.   |      |      |      |
| Mistrovství světa |      | —    |      |      | —    |      | 2.   |      | —    | —    | —    |

### Řecko-římský styl
| Turnaj            | 1953 | 1954 | 1955 | 1956 | 1957 | 1958 | 1959 | 1960 | 1961 | 1962 | 1963 |
| Turnaj            | 21   | 22   | 23   | 24   | 25   | 26   | 27   | 28   | 29   | 30   | 31   |
| Turnaj            | −52  | −52  | −52  | −52  | −52  | −52  | −52  | −52  | −52  | −52  | −52  |
| ----------------- | ---- | ---- | ---- | ---- | ---- | ---- | ---- | ---- | ---- | ---- | ---- |
| Olympijské hry    |      |      |      | —    |      |      |      | —    |      |      |      |
| Mistrovství světa | 2.   |      | —    |      |      | —    |      |      | —    | —    | úč.  |

### Olympijské hry a mistrovství světa
| Olympijské hry a mistrovství světa                | Olympijské hry a mistrovství světa                | Olympijské hry a mistrovství světa                | Olympijské hry a mistrovství světa                | Olympijské hry a mistrovství světa                | Olympijské hry a mistrovství světa                | Olympijské hry a mistrovství světa                | Olympijské hry a mistrovství světa                | Olympijské hry a mistrovství světa                | Olympijské hry a mistrovství světa                | Olympijské hry a mistrovství světa                |
| Kolo                                              | Výsledek                                          | Bilance                                           | Soupeř                                            | Výsledek                                          | NKB                                               | ∑NKB                                              | Styl                                              | Datum                                             | Turnaj                                            | Místo                                             |
| 1963 Mistrovství světa do 52 kg v klasickém stylu | 1963 Mistrovství světa do 52 kg v klasickém stylu | 1963 Mistrovství světa do 52 kg v klasickém stylu | 1963 Mistrovství světa do 52 kg v klasickém stylu | 1963 Mistrovství světa do 52 kg v klasickém stylu | 1963 Mistrovství světa do 52 kg v klasickém stylu | 1963 Mistrovství světa do 52 kg v klasickém stylu | 1963 Mistrovství světa do 52 kg v klasickém stylu | 1963 Mistrovství světa do 52 kg v klasickém stylu | 1963 Mistrovství světa do 52 kg v klasickém stylu | 1963 Mistrovství světa do 52 kg v klasickém stylu |
| 1960 Olympijské hry do 52 kg ve volném stylu      | 1960 Olympijské hry do 52 kg ve volném stylu      | 1960 Olympijské hry do 52 kg ve volném stylu      | 1960 Olympijské hry do 52 kg ve volném stylu      | 1960 Olympijské hry do 52 kg ve volném stylu      | 1960 Olympijské hry do 52 kg ve volném stylu      | 1960 Olympijské hry do 52 kg ve volném stylu      | 1960 Olympijské hry do 52 kg ve volném stylu      | 1960 Olympijské hry do 52 kg ve volném stylu      | 1960 Olympijské hry do 52 kg ve volném stylu      | 1960 Olympijské hry do 52 kg ve volném stylu      |
| ------------------------------------------------- | ------------------------------------------------- | ------------------------------------------------- | ------------------------------------------------- | ------------------------------------------------- | ------------------------------------------------- | ------------------------------------------------- | ------------------------------------------------- | ------------------------------------------------- | ------------------------------------------------- | ------------------------------------------------- |
| 6. kolo (F*)                                      | vítězství                                         |                                                   | Ebráhím Sejfpur (IRI)                             | tech. body (12:00)                                | 1                                                 | 5 [(2 (F)]                                        | Zápas ve volném stylu                             | 1.-6. září 1960                                   | Olympijské hry                                    | Řím, Itálie                                       |
| 5. kolo                                           | vítězství                                         |                                                   | Paul Neff (FRG)                                   | lopatky (3:20)                                    | 0                                                 | 4                                                 | Zápas ve volném stylu                             | 1.-6. září 1960                                   | Olympijské hry                                    | Řím, Itálie                                       |
| 4. kolo                                           | vítězství                                         |                                                   | Din Naváb (PAK)                                   | lopatky (4:00)                                    | 0                                                 | 4                                                 | Zápas ve volném stylu                             | 1.-6. září 1960                                   | Olympijské hry                                    | Řím, Itálie                                       |
| 3. kolo                                           | prohra                                            |                                                   | Ali Alijev (URS)                                  | tech. body (12:00)                                | 3                                                 | 4                                                 | Zápas ve volném stylu                             | 1.-6. září 1960                                   | Olympijské hry                                    | Řím, Itálie                                       |
| 2. kolo                                           | vítězství                                         |                                                   | Gray Simons (USA)                                 | lopatky (2:18)                                    | 0                                                 | 1                                                 | Zápas ve volném stylu                             | 1.-6. září 1960                                   | Olympijské hry                                    | Řím, Itálie                                       |
| 1. kolo (F*)                                      | vítězství                                         |                                                   | Masajuki Macubara (JPN)                           | tech. body (12:00)                                | 1                                                 | 1                                                 | Zápas ve volném stylu                             | 1.-6. září 1960                                   | Olympijské hry                                    | Řím, Itálie                                       |
| 1959 Mistrovství světa do 52 kg ve volném stylu   |                                                   |                                                   |                                                   |                                                   |                                                   |                                                   |                                                   |                                                   |                                                   |                                                   |
| 1953 Mistrovství světa do 52 kg v klasickém stylu |                                                   |                                                   |                                                   |                                                   |                                                   |                                                   |                                                   |                                                   |                                                   |                                                   |